# 新高型防護巡洋艦
| 新高型防護巡洋艦   | 新高型防護巡洋艦                                                |
| ------------------ | --------------------------------------------------------------- |
| 1918年時の「新高」 |                                                                 |
| 艦級概観           |                                                                 |
| 艦種               | 防護巡洋艦                                                      |
| 艦名               | 山名（新高） 島名（対馬）                                       |
| 前級               | 笠置型                                                          |
| 次級               | 音羽                                                            |
| 性能諸元           |                                                                 |
| 排水量             | 常備：3,366t                                                    |
| 全長               | 102.01m（垂線間長）                                             |
| 全幅               | 13.44m                                                          |
| 吃水               | 4.92m                                                           |
| 機関               | 石炭専焼罐×16基 蒸気機関×2基、2軸推進、9,400hp馬力              |
| 燃料               | 石炭600t                                                        |
| 最大速力           | 20.0ノット                                                      |
| 航続距離           |                                                                 |
| 乗員               | 320名                                                           |
| 兵装               | 40口径152mm単装速射砲6門 40口径76mm単装速射砲10門 47mm単装砲4門 |
| 装甲               | 甲板傾斜部：76mm 司令塔：100mm                                  |

新高型防護巡洋艦（にいたかがたぼうごじゅんようかん）とは、大日本帝国海軍が建造した防護巡洋艦である。新高・対馬の2隻が建造された。日露戦争および第一次世界大戦で活躍した。

## 概要
国産の防護巡洋艦である。新高型以降の巡洋艦は国産化されることになる。
従来の艦隊型巡洋艦とは違い、当初から偵察任務型巡洋艦として設計されたため、武装（雷装が無い）・速力は見劣りするが、堅牢で実用的な面から大いに成功した艦であるといえる。
日露戦争開始間際であったために突貫工事で建造され、戦争中は黄海海戦や日本海海戦で敵国軍艦を撃沈するなど華々しい戦果を挙げ、第一次世界大戦においては連合国艦艇として長躯アフリカ大陸沿岸まで遠征した。

## 同型艦

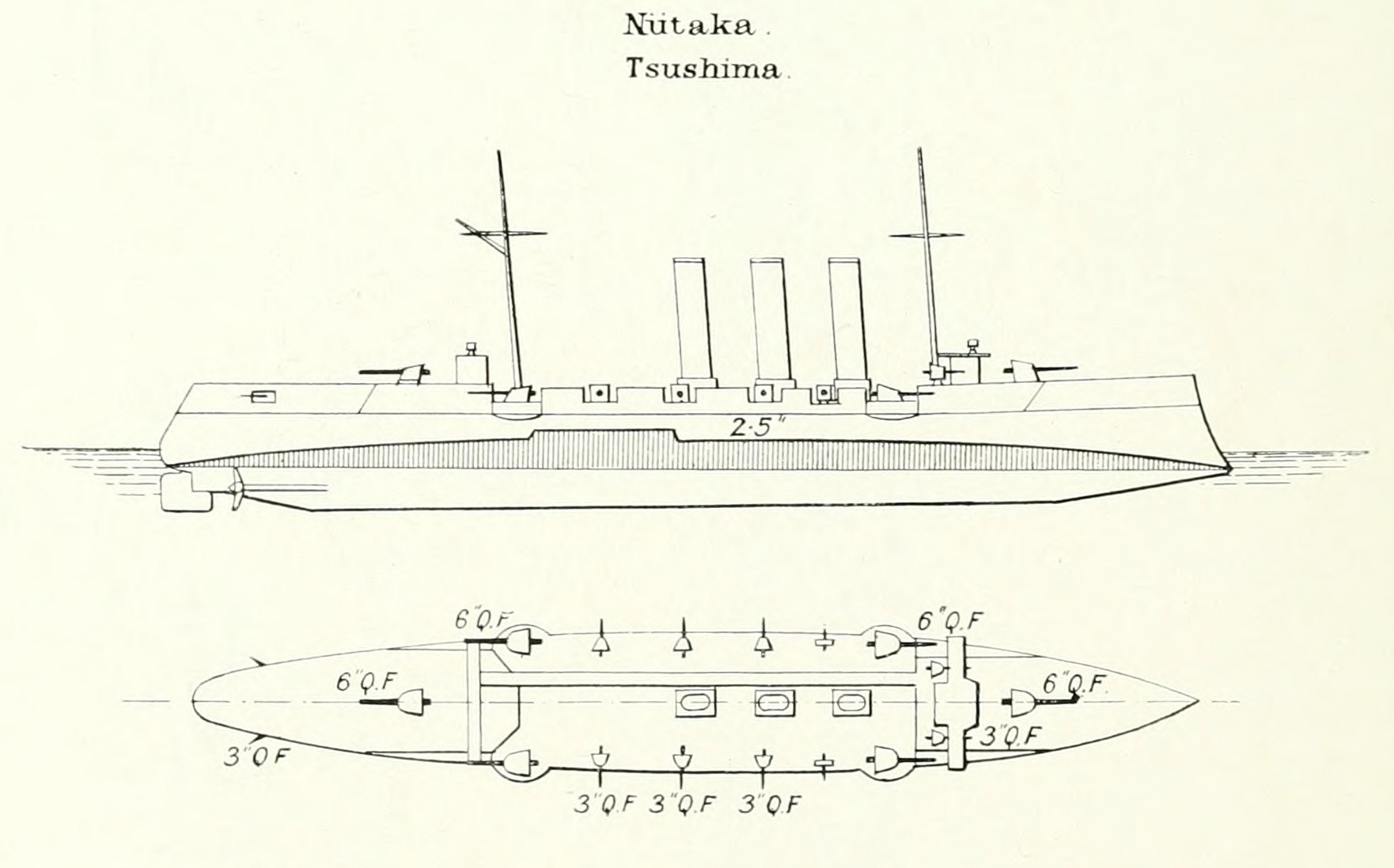
新高型の艦型と装甲・兵装配置

- 新高（にいたか）

新高型巡洋艦一番艦。横須賀工廠にて建造。艦名は当時日本領であった台湾の新高山（現・玉山）に由来。
日露戦争に従軍し仁川沖海戦で帝政ロシアの巡洋艦と砲艦を撃沈、続く日本海海戦ではロシア残存艦隊を追撃し巡洋艦と駆逐艦を撃沈した。第一次世界大戦では南アフリカのケープタウンまで遠征する。大戦後の1922年8月26日、北洋警備で沿海州付近に停泊していたところ、北上してきた熱帯性低気圧の暴風雨に巻き込まれボイラー罐に浸水、右舷に傾斜転覆し沈没した。これにより生存者16名を除く327名が殉難する悲劇となった。
- 対馬（つしま）

新高型巡洋艦二番艦。呉工廠にて建造。艦名は日本と朝鮮半島との交易の要衝であった対馬に由来。
新高とともに日露戦争・第一次世界大戦そしてシベリア出兵にも参加した。日本海海戦ではロシア残存艦隊の追撃に加わりロシア巡洋艦1隻を撃沈する。大戦後は標的演習艦として運用され、外板の腐食と演習砲撃の直撃弾で沈没した。